# Bar Qappara
Bar Qappara (so gewöhnlich im Talmud; auch Bar Kappara; eigentlich R. Eleazar ben Eleazar ha-Qappar, auch R. Eleazar ha-Qappar beRabbi) war ein jüdischer Gelehrter des Altertums, wird zu den Tannaiten der fünften Generation gezählt und wirkte im 2./3. nachchristlichen Jahrhundert.
Er war Sohn des Eleasar hakappar und gehörte zum Kreis des Mischna-Redaktors Juda hanassi und unter diesen zu den älteren, sehr eigenständigen Kollegen mit Abweichungen von und Zusätzen zur Mischna. Er lehrte in Caesarea und hatte eine „Schule im Süden“ (wohl Lydda), wo er vielleicht Sifre Zuta redigierte. Wegen seines heiteren Gemüts und seines Witzes wurde er vom als sehr ernst geschilderten Juda hanassi mehrfach aus dessen Kreis verbannt.
Nach heutigen Kenntnissen war er der einzige hebräische Dichter zu dieser Zeit und als solcher bekannt, bis man auch seine halachische Bedeutung besser einzuschätzen wusste.
Er war bei Juda hanassi, als dieser starb, und überbrachte dem Volk die Todesnachricht in dichterischem Vortrag.
Unter Bar Qapparas Schülern vermutet man Hoschaja, Jehoschua ben Levi sowie Resch Lakisch.